# Boyar
Boyar (tiếng Nga: боярин; tiếng România: boier) là tước hiệu cao cấp nhất trong tầng lớp quý tộc của Nga và România thời xưa.

## Tước hiệu Boyar ở Nga
Tước hiệu này chỉ thấp hơn tước hiệu hoàng thân, thuộc về những gia đình hoàng tộc cũ làm chủ những vùng đất được cha truyền con nối. Họ thường nắm giữ chức vụ trọng yếu qua Hội đồng Boyar (Boyar Duma), thường có chức năng hành pháp kết hợp tư pháp. Dưới thời Pyotr Đại đế, Hội đồng Boyar có khoảng 100 người.
Trong cuộc nổi loạn năm 1697, tất cả thành viên Hội đồng Boyar được yêu cầu nhất trí với quyết định dùng biện pháp mạnh để trấn áp Cấm vệ và ký tên hoặc đóng dấu của họ vào biên bản buổi họp. Các boyar từ chối việc xác nhận, có lẽ nghĩ rằng nếu Cấm vệ thắng, cuộc đời họ sẽ tiêu tan vì chữ ký của họ. Qua việc này, Pyotr Đại đế không tin tưởng vào các Boyar vì nghĩ họ không có lòng tin vào triều đình, chỉ muốn lo cho mạng sống của họ mà không có chính kiến rõ ràng.
Cũng vì qua các sự kiện khác nhau cho thấy giới boyar tỏ ra ích kỷ chứ không ủng hộ ông hết lòng, nên vào năm 1711, trong nỗ lực cải cách hệ thống hành chính Pyotr Đại đế xóa bỏ tước hiệu Boyar, thay vào đó là những tước hiệu tương tự như ở Tây Âu như Bá tước, v.v.